# Michele Orecchia
Michele Orecchia (Marsiglia, 26 dicembre 1903 – Moncalieri, 12 novembre 1981) è stato un ciclista su strada italiano.
Professionista tra il 1927 ed il 1934.

## Carriera
Da dilettante fu terzo ai campionati mondiale del 1927, disputato al Nürburgring, in Germania. Passato professionista, vinse il Giro del Sestriere nel 1927, la tappa di Stilo al Giro di Calabria del 1928. Al Giro d'Italia fu nono nel 1929. Partecipò al Tour de France nel 1931 e nel 1932, vincendo la tappa Montpellier-Marsiglia nel 1932.

## Palmarès
- 1927

Giro del Sestriere
- 1928

1ª tappa Giro di Calabria (Reggio Calabria > Stilo)
- 1932

8ª tappa Tour de France (Montpellier > Marsiglia)

## Piazzamenti

### Grandi Giri
- Giro d'Italia

1929: 9º
1930: 13º
1931: 11º
1932: 21º
1933: 28º
1934: 18º
- Tour de France:

1929: ritirato
1931: 25º
1932: 14º

### Classiche monumento
- Milano-Sanremo

1929: 8º
1931: 24º
1932: 10º
1933: 44º
1934: 12º
- Giro di Lombardia

1928: 9º
1929: 22º
1933: 24º

### Competizioni mondiali
- Campionati del mondo

Nürburgring 1927 - In linea Dilettanti: 3º
Budapest 1928 - In linea: ritirato
- Giochi olimpici

Amsterdam 1928 - A squadre: 4º
Amsterdam 1928 - Cronometro: 16º